# Constantino Pereira de Sousa
Constantino Pereira de Sousa, ou apenas Constantino Pereira, (São João do Piauí, 31 de outubro de 1916 – São João do Piauí, 3 de março de 2003) foi um comerciante e político brasileiro, outrora deputado estadual pelo Piauí.

## Dados biográficos
Filho de Pedro Laurentino Pereira de Sousa e Ângela Reis de Sousa. Comerciante, foi nomeado prefeito de São João do Piauí pelo interventor José Vitorino Correia em 1946, elegeu-se deputado estadual via PSD em 1947, 1950, 1954 e 1958. Candidato a governador do Piauí pelo PTB, em 1962, foi derrotado por Petrônio Portela. Vitorioso o Regime Militar de 1964, elegeu-se deputado estadual pelo MDB em 1966, figurando como primeiro suplente na eleição seguinte.
Pai de José Reis Pereira e irmão de Laurentino Pereira.